# Thaumatometra brevicirra
Thaumatometra brevicirra is een haarster uit de familie Antedonidae.
De wetenschappelijke naam van de soort werd in 1908 gepubliceerd door Austin Hobart Clark.